# 2014年敖德薩衝突

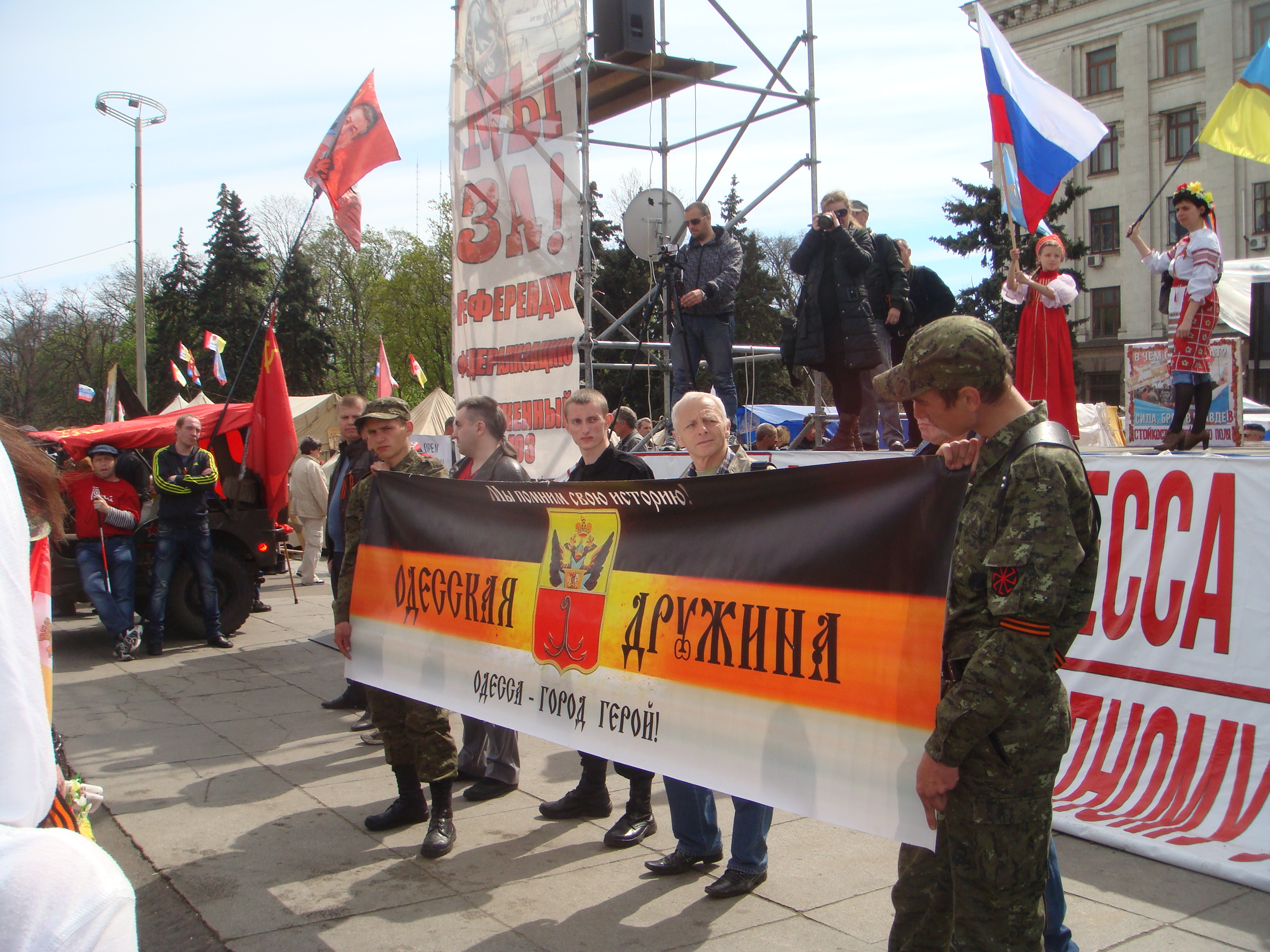
占领敖德萨市中心的“敖德萨武装部队”（Одеська дружи́на）暴动者。穿迷彩服者佩戴圣乔治丝带。

敖德萨冲突（羅馬化：Protystoiannia v Odesi 2014）是指2014年在乌克兰南部城市敖德薩親俄恐怖份子与烏克蘭愛國者之间發生的一系列暴力事件，衝突期间共造成48人死亡，其中最严重的是42人死亡、200人受伤的的敖德萨工会大厦火災。
2015年欧洲委员会國際諮詢小組得出結論，調查的獨立性受到「表明警方共謀的證據」的阻礙，當局未能徹底調查這些事件。

## 背景
在2013-2014年的迈丹革命中，敖德萨也发生了许多冲突。
4月25日，俄国武装人员向城郊的一个警察-迈丹抗议者联合自卫检查站投掷手榴弹造成7人受伤，局势紧张程度加剧。

## 5月2日市中心冲突和工会大楼火灾
由13名当地记者和专家组成的志愿者调查组织“5月2日小组”汇编了详细的事件时间表。时间线的第一个版本于2014年发布，以及2016年的更新版本。2015年，他们还发表了一份关于敖德萨冲突背景的报告。据《卫报》报道，今天对这场冲突的了解大部分归功于5月2日小组基于对业余镜头分析和对目击者的采访的调查。
根据5月2日小组的调查，地方当局会见了亲迈丹和反迈丹营地的代表，并同意拆除敖德萨反迈丹人士的帐篷营地，为5月9日的胜利日游行做准备。反迈丹分子的帐篷营地最初于1月26日设在舍甫琴科大道，后来搬到了敖德萨市中心的Kulykove Pole，在工会大楼前。地方当局和警察的代表、亲迈丹的领导人及反迈丹的领导人都同意了拆除营地的计划，他们认为维护他们的营地已经变得过于昂贵，不利于他们的活动。
帐篷营地的拆除本应在5月2日深夜，在敖德萨黑海人对阵哈爾科夫冶金工人的足球比赛之后进行。根据各派别秘密同意的原始计划，在足球比赛结束后，拆除帐篷营地的行动将会是由一群球迷"ultras"在比赛结束后进行。以这种方式清算帐篷营地符合各方的利益，而且这本应在没有伤亡或暴力战斗的情况下发生：这样，反迈丹分子将避免自己关闭营地的尴尬，而且以后能够声称他们是受害者。占领工会大楼和拆除帐篷营地期间的激烈抵抗并不是此类计划的一部分，此外，警方还应该拘留和孤立双方的激进活动家，避免过度使用武力。根据5月2日小组的调查，当时亲俄人士的帐篷营地中的领导层发生了分裂，其中一个激进的反迈丹团体呼吁反迈丹活动家在敖德萨市中心聚集，以防止“法西斯分子”游行，导致这一计划破产。
当天14:00，民族团结游行在索博尔纳亚广场开始进行，约有1500人参加，包括许多敖德萨黑海人队和哈爾科夫冶金工人队的球迷，右区人士以及许多普通人。当地所有足球比赛之前，体育迷之间的联合游行是一个常规传统。当他们沿着Derybasivska街游行时，两支球队的球迷一起唱着乌克兰国歌，高呼“敖德萨，哈尔科夫，乌克兰”等爱国口号，并唱了反对俄罗斯总统普金的其他歌曲。
欧安组织调查员称，团结游行示威者中大概一百人左右携带了盾牌和棍棒。团结游行的参与者们事先告诉记者他们发现了反迈丹人士在社交媒体上呼吁袭击团结游行的号召，其中一个俄国武装分子的页面号召“跟随顿内次克”，明显指几天前（4月14日）占领顿内次克的俄国武装暴力镇压最后一次和平的亲乌克兰反占领游行的事件。此外，反迈丹人士还在团结游行之前散发了传单。

### 冲突升级
5月2日，支持親歐盟運動的团结游行遭到俄国武装分子的襲擊。团结游行在Hretska大街遭到手持大棒和枪支的“敖德萨武装部队”（Одесская дружина）袭击，而警方没有试图将两场集会分开。根据欧盟理事会的调查，当时由德米特里·富切吉上校领导的警察没有试图制止俄国武装分子对亲欧盟的团结游行的暴力袭击，这引发了警察和反迈丹抗议者勾结的指控（调查报告第20、78段）。另一个疑点是，被部署到此处的警察手臂上缠着和俄国武装人员一样的红色识别胶带（调查报告第79段）。联合国乌克兰人权观察团同样认为当时警察没有尽到维护安全的义务。

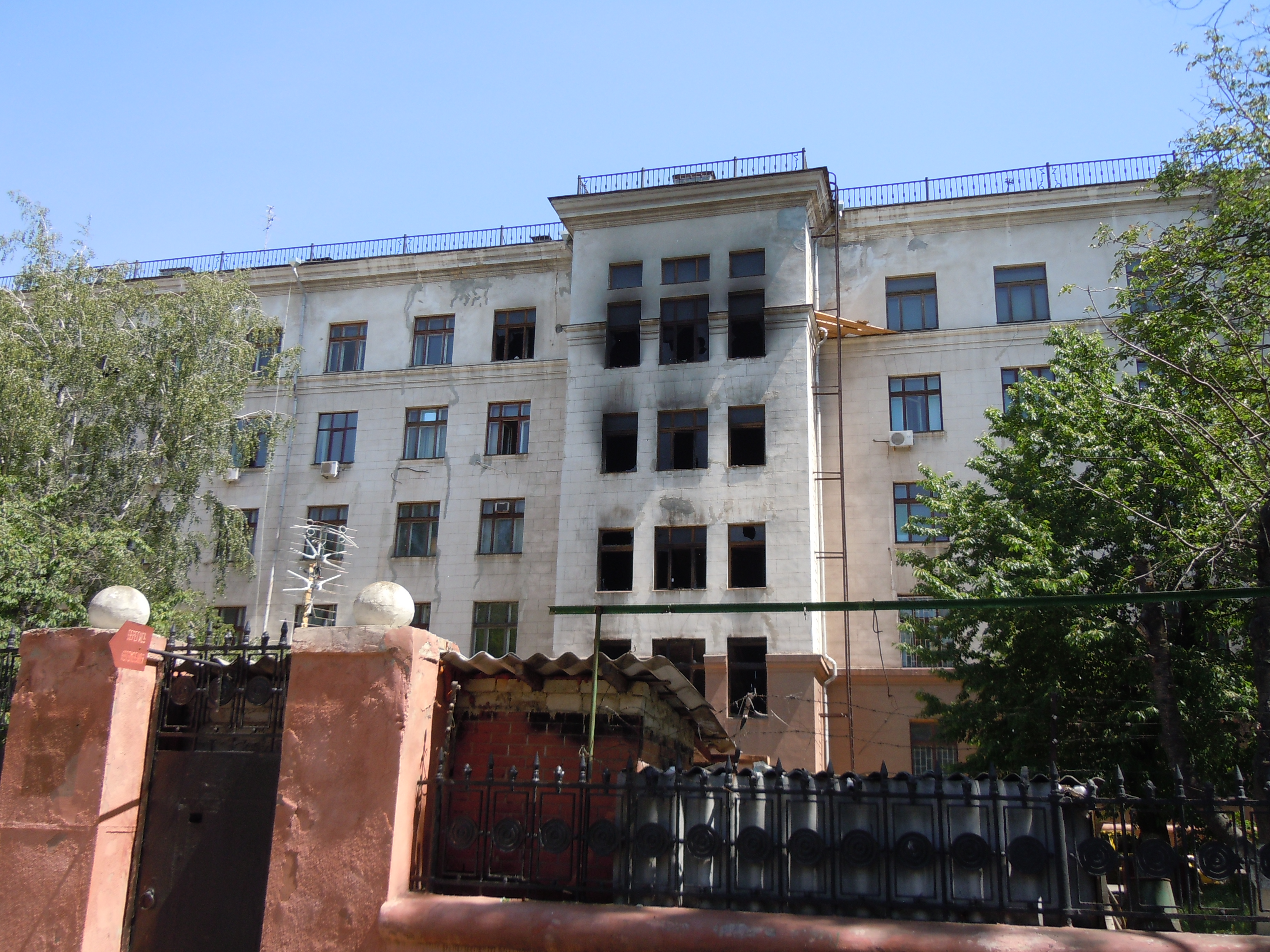
被焚烧后的工会大楼

袭击开始初期，“敖德萨武装部队”（Одесская дружина）使用大棒和燃烧瓶并和亲欧盟示威者发生冲突，双方互相投掷石块和燃烧瓶。然而由于支持团结游行的人数众多，袭击他们的俄国武装落入下风。
俄国蒙面武装分子维塔利·布德科首先向乌克兰活动家伊霍尔·伊万诺夫开枪。伊万诺夫被一支AKS-74U自动步枪发射的5.45毫米子弹击中，受了致命伤并于次日离世。首先开枪的蒙面武装分子维塔利·布德科随后和德米特里·富切吉上校搭乘一辆救护车逃离了犯罪现场。事后，俄国人声称“布德科使用的AKS-74U只是在发射空包弹”（在另一些造谣中被说是气枪），然而对事发现场的视频分析发现，布德科使用步枪在没有安装空包弹适配器的情况下全自动开火，并可清晰看到弹壳抛出，这说明他确实使用了带有实弹的步枪（AK系列步枪在使用空包弹时如果不安装空包弹适配器则无法自动射击）。富切吉上校后来逃往俄罗斯并取得了俄国公民身份，而俄罗斯执法部门拒绝为乌克兰调查他在悲剧中的作用提供任何法律帮助。
伊万诺夫和另一名迈丹活动家安德里·比留科夫中枪迅速激化了局势。他们被俄国蒙面武装分子枪杀的影片在社交网络上迅速传播并成为了事件的转折点。大量愤怒的亲欧盟示威民众带着燃烧瓶，气枪和猎枪来到了冲突现场。随后，四名俄国武装人员被打死。

### 工会大楼火灾
关于俄国武装分子开枪的消息一传开，亲迈丹示威者就在社交媒体上呼吁前往庫利科夫波爾廣場，摧毁俄国武装营地。结果亲俄武装人员的帐篷营地被压倒性多数的亲迈丹示威者冲击并捣毁，随后这些人逃入并占领了库利科沃球场旁的敖德薩總工會大樓（该建筑有五层楼高，苏联解体后已早不作为工会建筑使用）。
关于后续事件的确切顺序的报告因不同来源而异，其中也充斥着俄国政治宣传需要所制造并已被证伪的谣言。但众多来源皆指出占领工会大楼的俄国武装分子曾向楼下的亲欧盟示威者投掷石块和燃烧瓶。烏克蘭獨立新聞社的调查称广场上的亲欧盟示威者在遭受楼顶的俄国武装分子袭击后开始向大楼投掷燃烧瓶，BBC的调查称情况并不清楚，多个消息来源表示，双方都向对方投掷了汽油弹。但几位目击者告诉英国广播公司，大楼的火灾始于三楼，当时一枚汽油弹被从楼内扔向三楼一扇关着的窗户。基辅邮报报道，乌克兰团结活动家在外面持有的几个燃烧瓶被扔进了前门以及二楼和四楼的窗户。乌克兰内政部指出当时俄国武装从楼内向亲欧盟示威者开火并投掷汽油弹，并在这个过程中意外将大楼引燃。在这期间，一些被工会大楼内的俄国狙击手开枪射伤，其中包括亲欧盟示威者Andrey Krasilnikov（俄国公民，亲迈丹活动家）。
欧洲委员会国际咨询小组的调查报告显示对火灾的法医检查发现大楼内的火灾有五处独立的起火点----大堂，底层和一楼之间的楼梯上、一楼的一个房间里以及二楼和三楼之间的楼梯上(报告中第122段)。其中，除了大堂中的起火点之外，其他几个起火点是由大楼内的人员造成。冲突双方都使用了燃烧瓶，但没有证据支持火灾是预先计划，以及俄国武装在楼内囤积氯仿或其他有毒制剂造成人员死亡之类的谣言（报告中第123段）。5月2日小组的调查也支持这些结论。据调查报告，工会大楼门口的街垒首先在双方互相投掷燃烧瓶的过程中被引燃，火势随后向楼内大堂蔓延（调查报告附件VII）。据5月2日小组称，许多人可能是因为害怕外面的亲团结游行活动家而逃往楼上而不是通过一楼的其他出口离开大楼并死亡。大多数死者死于一氧化碳中毒和烧伤，另一些人死于试图跳出大楼逃离火灾。然而，这一过程中双方无人因为直接死于火灾以外的其他原因丧生（调查报告附件VII）。
50名俄国武装人员留在楼顶，把自己堵在里面并拒绝离开。经过与警方长时间的谈判，这些人于凌晨4点左右撤离大楼。视频显示，一些试图离开大楼的亲俄人士遭到了迈丹活动家的殴打，还曾有迈丹活动家大声称要“烧死科罗拉多金花虫！”。但工会大楼起火后，亲迈丹活动家们搭建了云梯和平台以营救在楼内的被困者（调查报告第28段）。

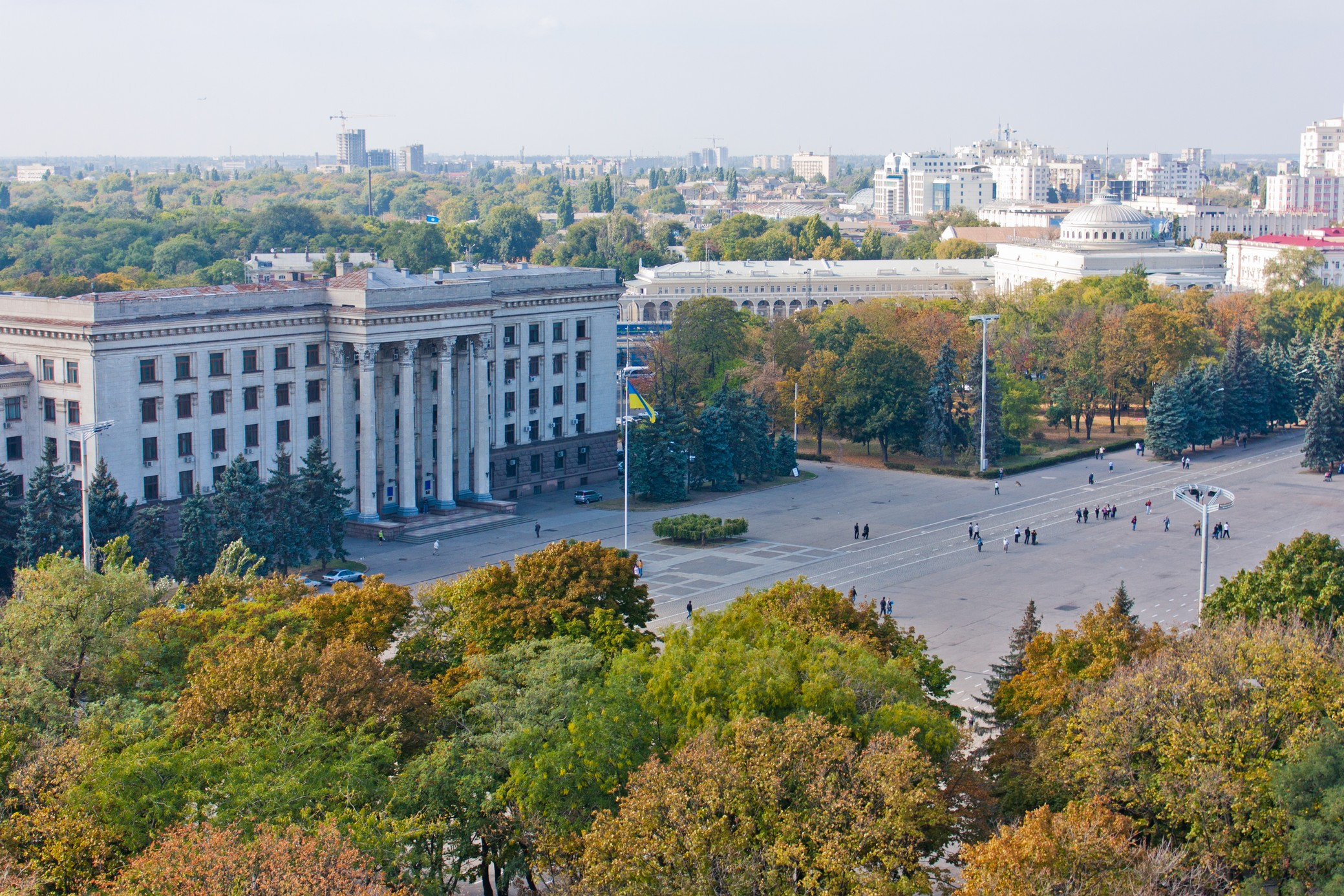
庫利科夫波爾廣場上的敖德薩總工會大樓，摄于事发前。

尽管消防队就在附近五分钟路程处，但他们在紧急情况负责人弗拉基米尔·博德兰(Владимир Боделан)的明确命令下没有干预。此人在事发当天就取得了俄罗斯国籍并开始为克里米亚俄占当局工作。俄罗斯一直拒绝在调查博德兰在悲剧中扮演的角色时提供法律帮助。2021年，一群俄罗斯活动家发布了一封公开信，呼吁俄罗斯检察官解释这一保护措施，但俄国方面忽视了这些请求。博德兰如今在仍在为俄占克里米亚伪政权服务并被授以要职。
当地警方的干预也很慢。据国际咨询小组称，在41人死亡后，他们才开始逮捕抗议者，当火被扑灭时，他们进入大楼，逮捕了63名仍在室内或屋顶上的反迈丹人（调查报告第30段）。当时，敖德萨警方管理混乱，事发时尚由后来因同俄国入侵者合作而被解职的德米特里·富切吉，(Дмитрием Фучеджи)领导，他在大火前的枪击事件中带领俄国武装“敖德萨武装部队”(Одеська дружи́на)袭击亲欧盟的团结游行，并在其中一名蒙面武装分子维塔利·布德科(Виталий Будько)开枪射杀亲欧盟活动家伊霍尔·伊万诺夫后与其一起乘救护车逃离现场。德米特里·富切吉随后叛逃至俄国并获得俄国保护。

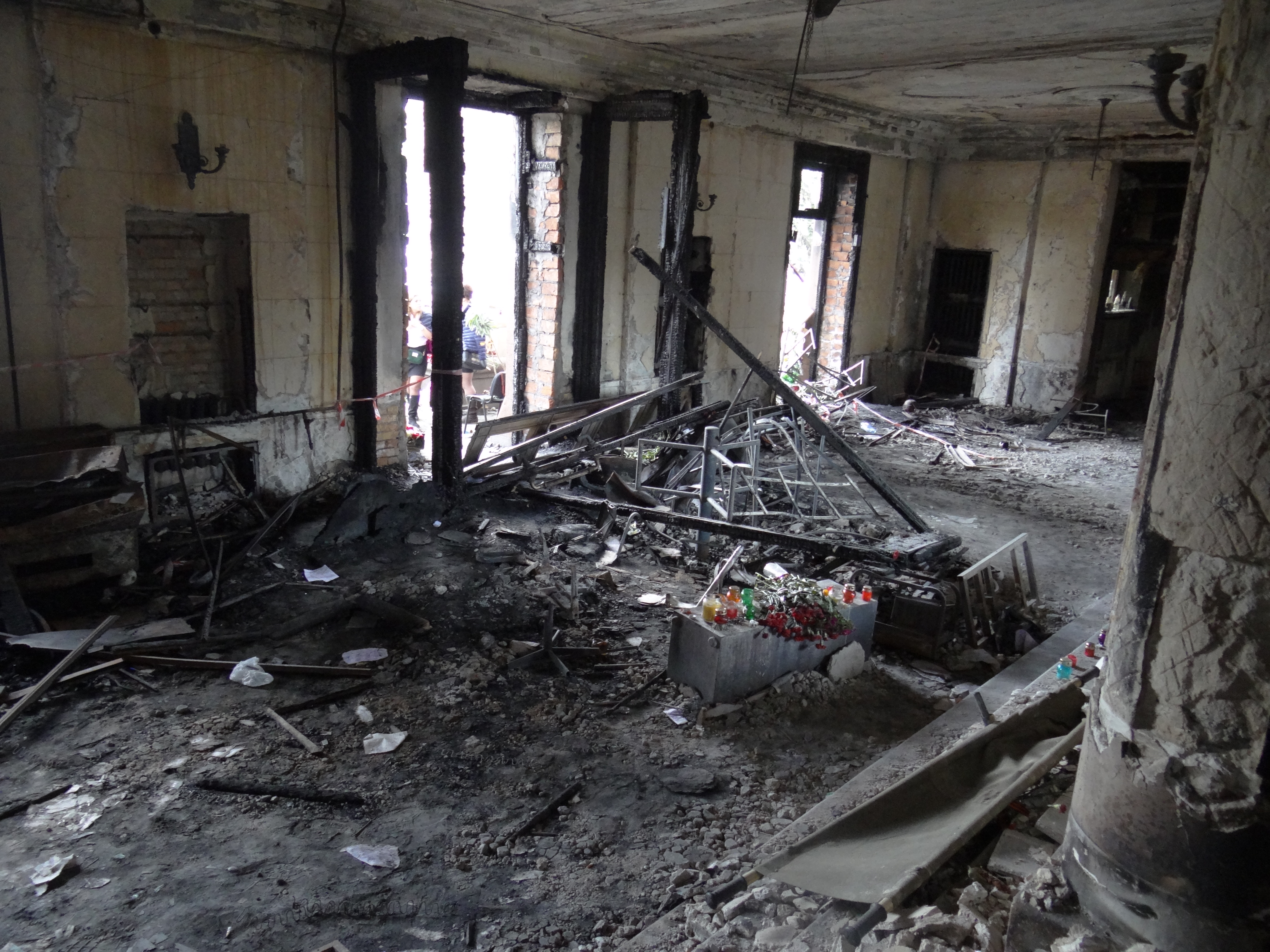
火灾后的敖德萨总工会大楼

### 事件中的人员伤亡
所有受害者的姓名均由记者确定，并由当地媒体Думська和Таймер发布。根据联合国人权高专办的报告，42人在工会大楼爆发的火灾中丧生：32人死于一氧化碳中毒，10人从窗户跳出来躲避火焰。这些是34名男子、7名妇女和一名17岁的男孩，他们要么是反迈丹人士，要么是碰巧在事件发生现场的人。同一天早些时候，在赫雷茨卡广场，有六人死于枪击：四名反迈丹分子和两名亲欧盟示威支持者，其中第一名死者即是被俄国蒙面武装分子开枪射杀的亲欧盟活动家伊霍尔·伊万诺夫。在5月2日一天之内共有48人因冲突而死亡。医院工作人员报告说，174人受伤，25人情况危急。据报道，有172人因冲突被捕，38名反迈丹活动家在从燃烧的大楼疏散后被警方拘留；其中大多数人受了伤。

## 乌克兰方和西方观点
乌克兰亲欧盟示威运动后，俄国渗透分子及无标识的非法武装人员在乌克兰多地企图建立“独立共和国”，要求成立“新俄羅斯聯邦”（Novorossija，“敖德萨人民共和国”因遭剿灭而未能加入。）并最终加入俄罗斯联邦，以此达到吞并乌克兰领土的目的。2014年4月16日，親俄份子在示威期間主張要在乌克兰的敖德薩州建立敖得薩人民共和國。5月2日，亲俄武装分子袭击了亲欧盟人士组织的团结游行，俄国蒙面武装人员持自动步枪向亲欧盟人士开火，随后双方爆发了激烈的冲突并导致双方共48人死亡。
最终，俄国武装效仿占领顿内次克的俄军镇压支持乌克兰的游行并夺取城市控制权的企图以失败告终，敖德萨也得以在接下来的八年中免遭战火。而敖德萨残余的俄国武装人士，包括带领“敖德萨武装部队”（Одеська дружи́на）袭击亲欧盟示威者的德米特里·富切吉，首先使用自动步枪袭击亲欧盟反俄国占领示威者的维塔利·布德科，以及当地紧急情况负责人弗拉基米尔·博德兰事后大多叛逃至德左和克里米亚的俄占区。

## 俄罗斯方的观点
俄国政治宣传一直希望将此事件描述成“新纳粹屠杀”，而回避俄国渗透者和武装分子挑起暴力冲突的事实。俄罗斯总统普京在文章《俄羅斯人和烏克蘭人的歷史統一》称，该事件中“新纳粹分子对亲俄示威者进行了屠杀”，“将人活活烧死”，是“第二次哈廷惨案”。2022年2月24日，在俄罗斯入侵乌克兰之前发表开战宣言时，普京再次提及这一事件，称要将肇事者绳之以法。然而，敖德萨冲突中俄国非法武装人员的存在，俄国武装人员首先向亲欧盟示威者开枪，敖德萨工会大楼内的暴徒使用燃烧瓶，以及俄国蒙面暴徒冲击警察局抢夺武器在内的事实均在俄国宣传中被刻意忽略。
2024年5月2日，乌克兰反对派維克托·梅德維丘克接受塔斯社采访称，2014 年 5 月 2 日在敖德薩發生的事件是由亞歷山大·圖爾奇諾夫（时任烏克蘭代總統）領導的基輔政權領導層有計劃、協調的恐嚇行為。事件發生前10天，在圖爾奇諾夫的主持下，召開了一次會議，準備在敖德薩发动大規模屠殺政變反對者的行動。时任內政部長阿爾森·阿瓦科夫、國家安全局局長瓦倫丁·納利瓦琴科和國家安全與國防委員會秘書安德烈·帕魯比出席了討論。聶伯羅彼得羅夫斯克地區國家行政管理局局長伊戈爾·科洛莫伊斯基也參與了此次行動的諮詢。